# Doctor Strange în Multiversul Nebuniei
Doctor Strange în Multiversul Nebuniei (titlu original: Doctor Strange in the Multiverse of Madness) este un film american de știință imaginară (SF) cu super eroi, regizat în 2022 de Sam Raimi și scris de Michael Waldron, bazat pe personajul Doctor Strange la Marvel Comics. Rolurile principale au fost interpretate de actorii Benedict Cumberbatch ca Stephen Strange, Elizabeth Olsen, Chiwetel Ejiofor, Benedict Wong, Xochitl Gomez, Michael Stuhlbarg și Rachel McAdams. Produs de Studiourile Marvel și distribuit de Walt Disney Studios Motion Pictures, este continuarea filmului Doctor Strange din 2016 și al 28-lea film din universul cinematografic Marvel. Filmul este lansat în formatele 2D, 4DX 3D, IMAX 3D, Dolby Atmos subtitrat, iar dublajul în limba română aparține Ralucăi Aprodu și lui Silviu Biriș. 

## Prezentare
America Chavez și o versiune a lui Stephen Strange sunt urmăriți de un demon în spațiul dintre universuri în timp ce caută Cartea lui Vishanti. Strange este ucis și Chavez creează accidental un portal care îi transportă, pe ea și cadavrul lui Strange pe Pământ-616,  unde versiunea din acel univers a lui Strange o salvează pe Chavez de un alt demon cu ajutorul Vrăjitorului Suprem, Wong. Chavez explică că ființele o vânează pentru că ea are puterea de a călători prin multivers.
Recunoscând runele de vrăjitorie, Strange o consultă pe Wanda Maximoff pentru ajutor, dar își dă seama că ea este responsabilă pentru atacuri. După ce a dobândit Cartea Păcatelor (Darkhold) și a devenit Scarlet Witch, Maximoff crede că preluarea puterilor lui Chavez îi va permite să se reîntâlnească cu Billy și Tommy, copiii pe care i-a creat în timpul petrecut în Westview. Când Strange refuză s-o predea pe Chavez, Maximoff atacă Kamar-Taj, omorând mulți vrăjitori. Chavez se transportă accidental pe ea și pe Strange pe Pământul-838, în timp ce Maximoff folosește Cartea Păcatelor pentru a „umbla în vis”, preluând controlul asupra variantei ei de pe Pământ-838, care trăiește cu Billy și Tommy. O vrăjitoare supraviețuitoare din Kamar-Taj se sacrifică pentru a distruge Cartea Păcatelor și a rupe mersul în vis. Înfuriată, Maximoff îl forțează pe Wong să o conducă la Muntele Wundagore, sursa puterii Cărții Păcatelor, pentru a restabili mersul în vis.
În timp ce caută ajutor, Strange și Chavez sunt prinși de Vrăjitorul Suprem al Pământului 838, Karl Mordo, și aduși în fața Illuminati, un grup format din Mordo, Peggy Carter, Blackagar Boltagon, Maria Rambeau, Reed Richards și Charles Xavier. Ei explică că, prin utilizarea nesăbuită a Cărții Păcatelor în universul lor în încercarea de a-l învinge pe Thanos, Strange de pe Pământul-838 a declanșat o „incursiune” care poate distruge universul. După ce l-au învins pe Thanos, Illuminati l-au executat Strange pentru a-l împiedica să provoace și mai mult rău. Mordo crede că Strange de pe Pământul-616 este la fel de periculos, dar Maximoff își restabilește plimbarea în vis pe Muntele Wundagore și ajunge în corpul variantei ei de pe Pământ-838 înainte de a fi judecat. Ea îi ucide pe toți Illuminati, cu excepția lui Mordo, pe care Strange îl supune înainte de a fugi cu Chavez. Cei doi scapă cu ajutorul variantei de pe Pământ-838 al fostului logodnice a lui Strange, Christine Palmer, un om de știință care lucrează cu Illuminati.
Strange, Chavez și Palmer intră în spațiul dintre universuri pentru a găsi Cartea lui Vishanti, care este antiteza Cărții Păcatelor, dar Maximoff apare și o distruge. Ea preia apoi mintea lui Chavez, folosindu-și puterile pentru a-i trimite pe ceilalți într-un univers distrus de incursiuni. Strange îl învinge pe Strange din universul distrus, care a fost corupt de Cartea Păcatelor din universul său și îl folosește pentru a merge în vis în corpul variantei sale decedate de pe Pământul-616. Cu ajutorul lui Wong, Strange îl salvează pe Chavez de Maximoff în timp ce încearcă să preia puterile lui Chavez și îl încurajează pe Chavez să-și folosească abilitățile. Ea îl transportă pe Maximoff pe Pământ-838, unde îi vede pe Billy și Tommy fugind de ea de frică în timp ce plâng după mama lor adevărată. Dându-și seama în ce s-a transformat, Maximoff cedează și își folosește puterile pentru a doborî Muntele Wundagore, distrugând simultan toate copiile Cărții Păcatelor de-a lungul multiversului și aparent sacrificându-se în acest proces. Chavez îi întoarce pe Strange și Palmer în universurile lor.
Ceva mai târziu, Kamar-Taj este reparat, iar vrăjitorii supraviețuitori, alături de Chavez, continuă antrenamentul. Strange dezvoltă un al treilea ochi ca urmare a utilizării Cărții Păcatelor și a mersului în vis într-un cadavru. Într-o scenă de la mijlocul genericului de final, Strange este abordat de o vrăjitoare  care îl avertizează că acțiunile sale au declanșat o incursiune pe care trebuie să o remedieze. Strange o urmărește în Dimensiunea Întunecată.

## Distribuție
- Benedict Cumberbatch - Dr. Stephen Strange
- Elizabeth Olsen - Wanda Maximoff / Scarlet Witch
- Chiwetel Ejiofor - Karl Mordo
- Benedict Wong - Wong
- Xochitl Gomez - America Chavez
- Michael Stuhlbarg - Nicodemus West
- Rachel McAdams - Christine Palmer